# Prarolo
Prarolo là một đô thị ở tỉnh Vercelli trong vùng Piedmont thuộc Ý, có cự ly khoảng 70 km về phía đông bắc của Torino và khoảng 6 km về phía đông nam của Vercelli. Tại thời điểm ngày 31 tháng 12 năm 2004, đô thị này có dân số 616 người và diện tích là 11,5 km².
Prarolo giáp các đô thị: Asigliano Vercellese, Palestro, Pezzana, và Vercelli.